# Lviv
Levive, ou Lviv, também conhecida como Leópolis ou Lemberga (em ucraniano: Львів; romaniz.: Lviv ou L'viv, em polonês/polaco: Lwów; em alemão: Lemberg), é uma cidade do oeste da Ucrânia. Localiza-se no oeste do país, perto da fronteira com a Polónia. Tem cerca de 800 mil habitantes. Foi fundada em 1256 pelo duque da Ruténia. Passou para soberania polaca em 1340, austríaca em 1772, de novo polaca em 1919 e ucraniana em 1939.

## História
Lviv é mencionada pela primeira vez em Crônica da Galícia e Volínia em 1256. A cidade foi fundada pelo príncipe e depois rei Daniel da Rutênia e recebeu o seu nome em honra do seu filho Leu. Cedo converte-se num importante centro comercial. Foi conquistada pelos polacos em 1340, permaneceu sob a sua autoridade quase sem interrupção até 1772, ano em que passou a mãos austríacas e se converteu na capital da província da Aliche.
Na I Guerra Mundial decorreram encarniçadas batalhas na cidade e seus arredores. Em 1919 foi anexada a Polónia. No período entreguerras, foi a terceira maior cidade do país depois de Varsóvia e Łódź. As tropas soviéticas apoderaram-se da cidade em 1939 no começo da II Guerra Mundial, e mais tarde ocupou-a o exército alemão de 1941 a 1944.
Durante a Segunda Guerra Mundial, a cidade foi ocupada pela Alemanha Nazista. Em 1945 foi cedida pelos Aliados à URSS (União das Repúblicas Socialistas Soviéticas) e passou a fazer parte da República Socialista Soviética da Ucrânia. A população polaca foi expulsa, sendo a maioria enviada à cidade de Breslávia (que até 1945 havia sido alemã), e Lviv foi repovoada por população ucraniana. O centro histórico da cidade foi declarado Património Cultural da Humanidade pela UNESCO em 1998.
Em 2007 a Prefeitura de Lviv ergueu uma estátua dedicada ao líder do OUN / UPA, Stepan Bandera. Em 18 de outubro de 2007 o Conselho Municipal de Lviv aprovou uma resolução estabelecendo o "Prémio Stepan Bandera".
Após a Invasão da Ucrânia pela Rússia em 2022, Lviv se tornou uma das cidades mais importantes do país e a de facto capital do oeste da Ucrânia, com várias embaixadas, agências do governo e organizações de mídia foram realocadas de Kiev devido a uma ameaça militar direta à capital. Lviv também se tornou um porto seguro para os ucranianos que fugiam de outras partes do país afetadas pela invasão, seu número superior a 200 000 em 18 de março de 2022. Muitos usaram a cidade como ponto de parada a caminho da Polônia. Lviv e a região maior ao seu redor também serviram como uma rota crucial de armas e suprimentos humanitários. Preparando-se para ataques russos, o governo local e os cidadãos, ajudados pelos conselheiros poloneses e croatas, trabalharam para proteger o patrimônio cultural da cidade erguendo barreiras improvisadas em torno de monumentos históricos, embrulhando estátuas e protegendo tesouros de arte.

## Geografia
Lviv fica a cerca de 70 quilómetros da fronteira com a Polónia e a 160 quilómetros a norte das montanhas dos Cárpatos. A cidade encontra-se, em média, a 296 metros de altitude, sendo o seu ponto mais alto, onde se situa o Monte do Castelo Alto, a 409 metros. 
A origem da cidade está ligada ao Rio Poltva, um afluente do Rio Bug Ocidental.

### Clima
Lviv possui um clima continental úmido, classificado como Dfb, segundo a classificação de Köppen-Geiger, e caracterizado por invernos frios e verões quentes. As temperaturas médias variam de −3 °C em janeiro a 18 °C em julho. A cidade recebe, em média, 745 mm de precipitação anual, com o pico durante o verão. A cidade tem, em média, 1.804 horas de sol por ano.
| Dados climatológicos para Lviv - Ucrânia                                     | Dados climatológicos para Lviv - Ucrânia | Dados climatológicos para Lviv - Ucrânia | Dados climatológicos para Lviv - Ucrânia | Dados climatológicos para Lviv - Ucrânia | Dados climatológicos para Lviv - Ucrânia | Dados climatológicos para Lviv - Ucrânia | Dados climatológicos para Lviv - Ucrânia | Dados climatológicos para Lviv - Ucrânia | Dados climatológicos para Lviv - Ucrânia | Dados climatológicos para Lviv - Ucrânia | Dados climatológicos para Lviv - Ucrânia | Dados climatológicos para Lviv - Ucrânia | Dados climatológicos para Lviv - Ucrânia |
| Mês                                                                          | Jan                                      | Fev                                      | Mar                                      | Abr                                      | Mai                                      | Jun                                      | Jul                                      | Ago                                      | Set                                      | Out                                      | Nov                                      | Dez                                      |                                          |
| ---------------------------------------------------------------------------- | ---------------------------------------- | ---------------------------------------- | ---------------------------------------- | ---------------------------------------- | ---------------------------------------- | ---------------------------------------- | ---------------------------------------- | ---------------------------------------- | ---------------------------------------- | ---------------------------------------- | ---------------------------------------- | ---------------------------------------- | ---------------------------------------- |
| Temperatura máxima recorde (°C)                                              | 14,9                                     | 17,9                                     | 23,5                                     | 28,9                                     | 32,2                                     | 34,1                                     | 36,3                                     | 35,6                                     | 34,5                                     | 25,6                                     | 21,6                                     | 16,5                                     |                                          |
| Temperatura máxima média (°C)                                                | 0,2                                      | 2,0                                      | 7,0                                      | 14,5                                     | 19,5                                     | 23,0                                     | 24,7                                     | 24,5                                     | 19,0                                     | 13,2                                     | 6,8                                      | 1,5                                      |                                          |
| Temperatura mínima média (°C)                                                | −5,7                                     | −4,8                                     | −1,4                                     | 3,8                                      | 8,4                                      | 12,0                                     | 13,7                                     | 13,2                                     | 8,7                                      | 4,4                                      | 0,4                                      | −4,1                                     |                                          |
| Temperatura mínima recorde (°C)                                              | −28,5                                    | −29,5                                    | −25,0                                    | −12,1                                    | −5,0                                     | 0,5                                      | 4,5                                      | 2,6                                      | −3,0                                     | −13,2                                    | −17,6                                    | −25,6                                    |                                          |
| Precipitação (mm)                                                            | 46                                       | 48                                       | 48                                       | 52                                       | 93                                       | 86                                       | 96                                       | 73                                       | 70                                       | 57                                       | 50                                       | 50                                       |                                          |
| Fonte: Pogoda.ru.net,«Pogoda.ru.net». Consultado em 30 de abril de 2012 2021 |                                          |                                          |                                          |                                          |                                          |                                          |                                          |                                          |                                          |                                          |                                          |                                          |                                          |

## Demografia
Lviv é uma das principais cidades da Ucrânia, com uma população de 778.557 habitantes de acordo com o censo de 2011. A expectativa de vida na cidade é de 75 anos, sendo 71 anos para homens e 79,5 anos para mulheres, o que supera a média nacional e mundial. Em 2010, a taxa de natalidade estava em crescimento, mas ainda havia uma escassez de jovens abaixo de 25 anos. Em 2011, 13,7% da população tinha menos de 15 anos, enquanto 17,6% tinham 60 anos ou mais.
Por etnia, a população de Lviv é composta por 622.800 (88,1%) ucranianos, 126.418 (8,9%) russos, 12.837 (0,3%) judeus, 9.697 (0,9%) polacos, 5.800 (0,4%) bielorrussos e 1.000 (0,1%) armênios. A língua predominante é o ucraniano, falado por 88,5% dos habitantes em 2001, enquanto 9,9% utilizam o russo em casa.
A denominação religiosa predominante em Lviv é o Cristianismo, com destaque para o Rito Oriental, especificamente a Igreja Greco-Católica Ucraniana, que representa 52% da população. Em seguida, vem a Igreja Ortodoxa Ucraniana do Patriarcado de Kiev, com 31%.

## Economia
Lviv é o principal centro financeiro da região oeste da Ucrânia, devido à sua localização entre Kiev e Varsóvia, abrigando cerca de 200 grandes indústrias, 40 bancos comerciais e 9.000 pequenas empresas. A cidade é também um dos principais polos tecnológicos do leste europeu, com aproximadamente 24.000 profissionais empregados na área de Tecnologia da Informação. Em 2017, Lviv recebeu investimentos estrangeiros diretos na ordem dos 52,4 milhões de dólares, sendo a Polónia o maior investidor, seguida pela Austrália e Chipre.
O sector industrial de Lviv registou um aumento de 39% em 2015, com destaque para as áreas tecnológicas, inovação e transporte, nomeadamente na produção de eletrónica e na fabricação de veículos eléctricos. O sector alimentar também tem um papel relevante, com fábricas de chocolate, laticínios e bebidas alcoólicas, cujas produções também são exportadas para outras regiões da Europa.
O sector da construção civil tem vindo a crescer nas últimas décadas, tal como o sector do turismo, que contribui significativamente para a economia da cidade, graças à sua riqueza histórica, gastronomia e vida cultural.

## Infraestrutura

### Transportes
O transporte público em Lviv é diversificado e reflete o desenvolvimento da cidade ao longo do tempo. Na cidade, o sistema de bondes elétricos é operado com aproximadamente 200 veículos que circulam ao longo de 75 km de linhas em todo o perímetro. Os bondes chegaram à cidade em 1880, sendo operados inicialmente com veículos puxados por cavalos, sendo substituídos por veículos eletrificados a partir de 1894. Após a Segunda Guerra Mundial, a cidade adotou os tróleis, que substituíram os bondes na década de 1950. Até 2009, o sistema de tróleis contava com mais de 100 veículos modernizados.
O transporte ferroviário em Lviv é um dos mais antigos da Ucrânia. O Terminal Ferroviário de Lviv foi inaugurado em 1904 e na época, foi considerada uma das melhores da Europa em termos arquitetônicos e operacionais. Hoje, a estação funciona como um importante ponto de conexão ferroviário para diversas cidades ucranianas e de países vizinhos, como Polônia, Eslováquia e Hungria.
A cidade também é atendida pelo Aeroporto Internacional Danylo Halytskyi, localizado a cerca de 6 km do centro, servindo como um importante ponto de conexão para voos internacionais. Em 2012, o terminal do aeroporto passou por uma modernização para receber o Campeonato Europeu de Futebol daquele ano.
Nos últimos anos, Lviv tem investido na melhoria de sua infraestrutura voltada ao transporte cicloviário, com o objetivo de incentivar o uso de bicicletas pela população. A cidade implementou um sistema de compartilhamento de bicicletas, tornando-se referência na Ucrânia nesse aspecto.

### Educação
A cidade abriga a sede da Universidade Nacional Ivã Franco de Leópolis, fundada em 1861, a mais antiga da Ucrânia, e um importante centro educacional no país. Lviv também conta com institutos e centros de pesquisa vinculados à Academia Nacional de Ciências da Ucrânia.

## Cultura
A cidade é notável por seus numerosos festivais culturais, como o Festival de Jazz de Lviv, exposições de carros clássicos, música clássica, apresentações de temática medieval e folclore ucraniano. Além disso, Lviv celebra festivais de gastronomia, cinema, teatro e literatura. A Filarmônica de Lviv, é um centro cultural de grande importância, e representa a antiga tradição musical ucraniana
A arquitetura urbana em Lviv é marcada por suas construções em estilos gótico, renascentista, barroco e clássico que datam do século XIII ao início do século XX. O centro histórico de Lviv é caracterizado por igrejas antigas, esculturas de figuras históricas da Ucrânia, além de antigos edifícios com pátios em seus interiores.
O Museu Nacional de Lviv é o de maior destaque na cidade, abrigando uma grande coleção de arte sacra medieval dos séculos XII a XVIII. A cidade conta com mais de 20 parques, três jardins botânicos e 16 monumentos naturais. O Parque Ivan Franko, fundado no século XVIII, é o parque mais antigo do país, abrigando árvores bicentenárias.

### Esportes
Três clubes de futebol polacos mais antigos foram criados na cidade: Lechia Lwów, Czarni Lwów e Pogoń Lwów (quatro vezes campeão polaco entre 1922 e 1926). Seus times atualmente são Rukh Lviv, Karpaty Lviv e FC Lviv.
A cidade abriga alguns estádios de futebol, como o Ukraina Stadium, que até 2018 ficou arrendado ao FC Karpaty Lviv, e o Arena Lviv, que foi uma das sedes do Campeonato Europeu de Futebol de 2012, além de servir como estádio do FC Lviv. O SKA Stadium é um estádio versátil, utilizado para partidas de futebol, tendo sido anteriormente o campo do FC Lviv.
Lviv também se destaca no enxadrismo, tendo sido lar de grandes mestres como Vasyl Ivanchuk, Leonid Stein, Alexander Beliavsky e Anna Muzychuk.

## Personalidades nascidas em Lviv
- Danil Ishutin, Jogador profissional de Dota 2, conhecido largamente por seus anos atuando na Natus Vincere
- Kazimierz Górski, treinador polaco de futebol
- Wojciech Kilar, compositor polaco clássico
- Stanisław Lem, escritor polaco
- Estanislau I Leszczyński, Rei da Polónia
- Ludwig von Mises, economista do século XX, nasceu em Lviv em 1881, quando a cidade ainda era parte do Império Austro-Húngaro
- Stanisław Ulam, matemático polaco
- André Jordan, Real Estate Developer em Portugal
- Waclaw Szybalski, médico e professor polonês

## Imagens

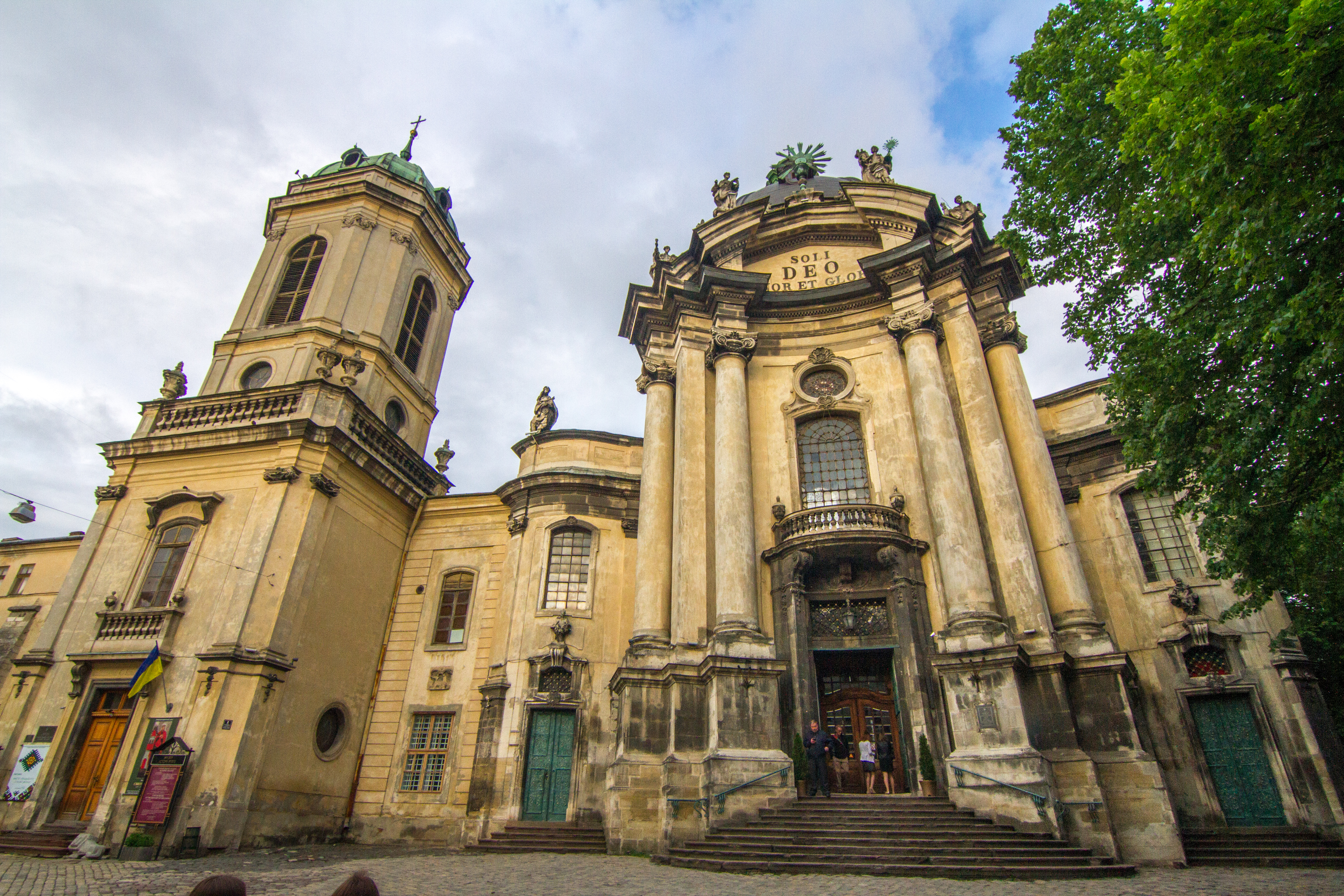
Antiga igreja dominicana
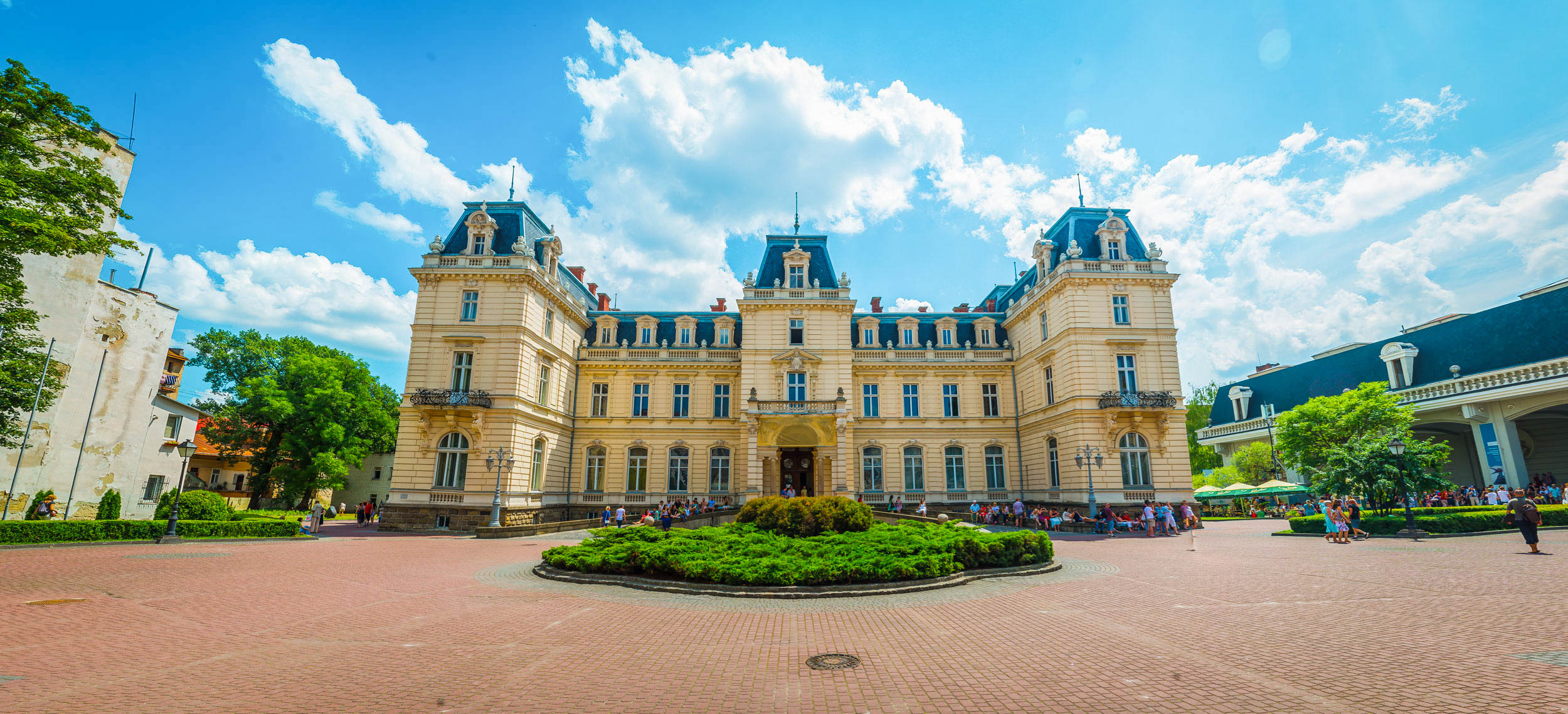
Palácio de Potocki
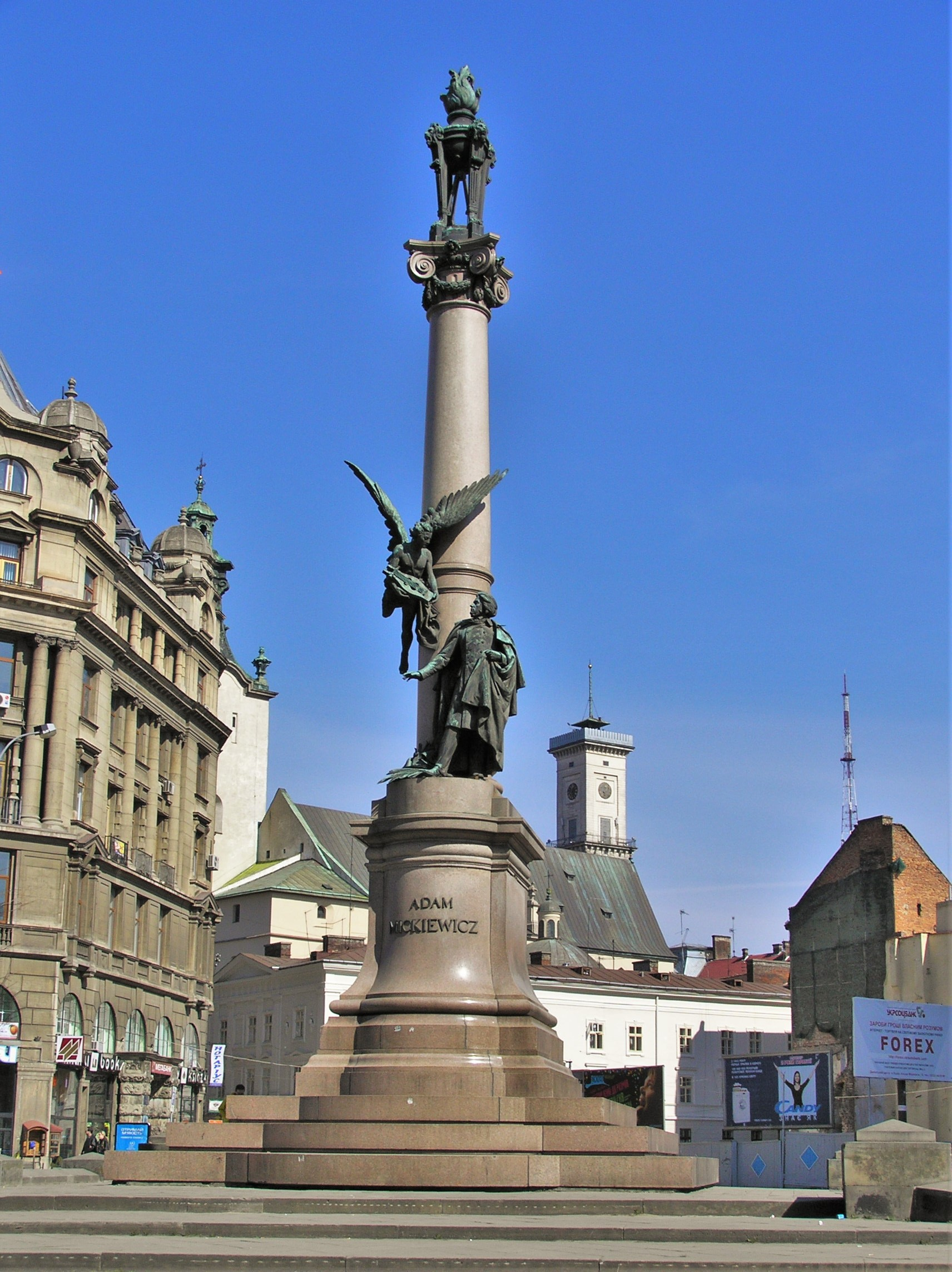
Monumento a Adam Mickiewicz, poeta polonês
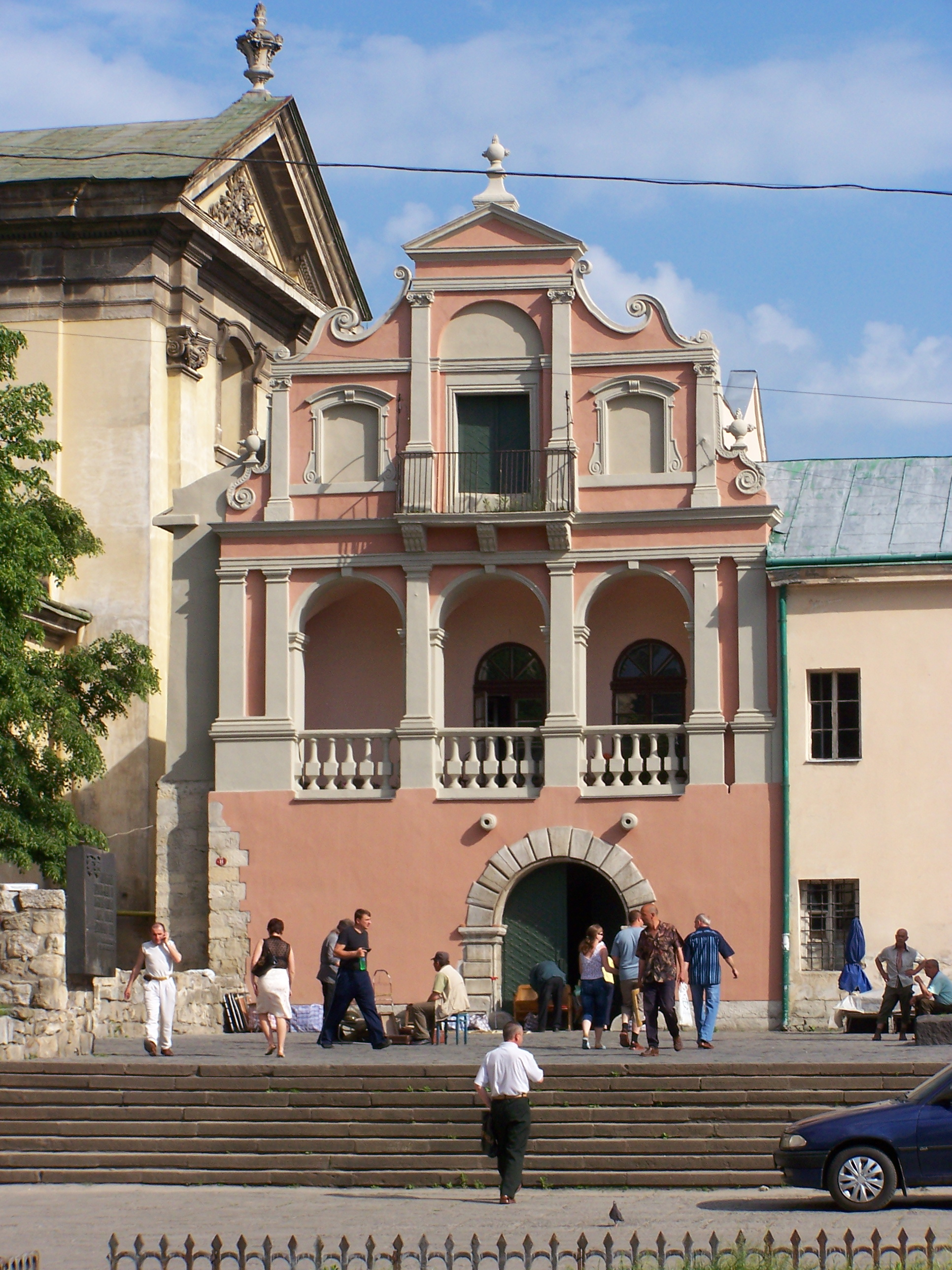
Arsenal Real
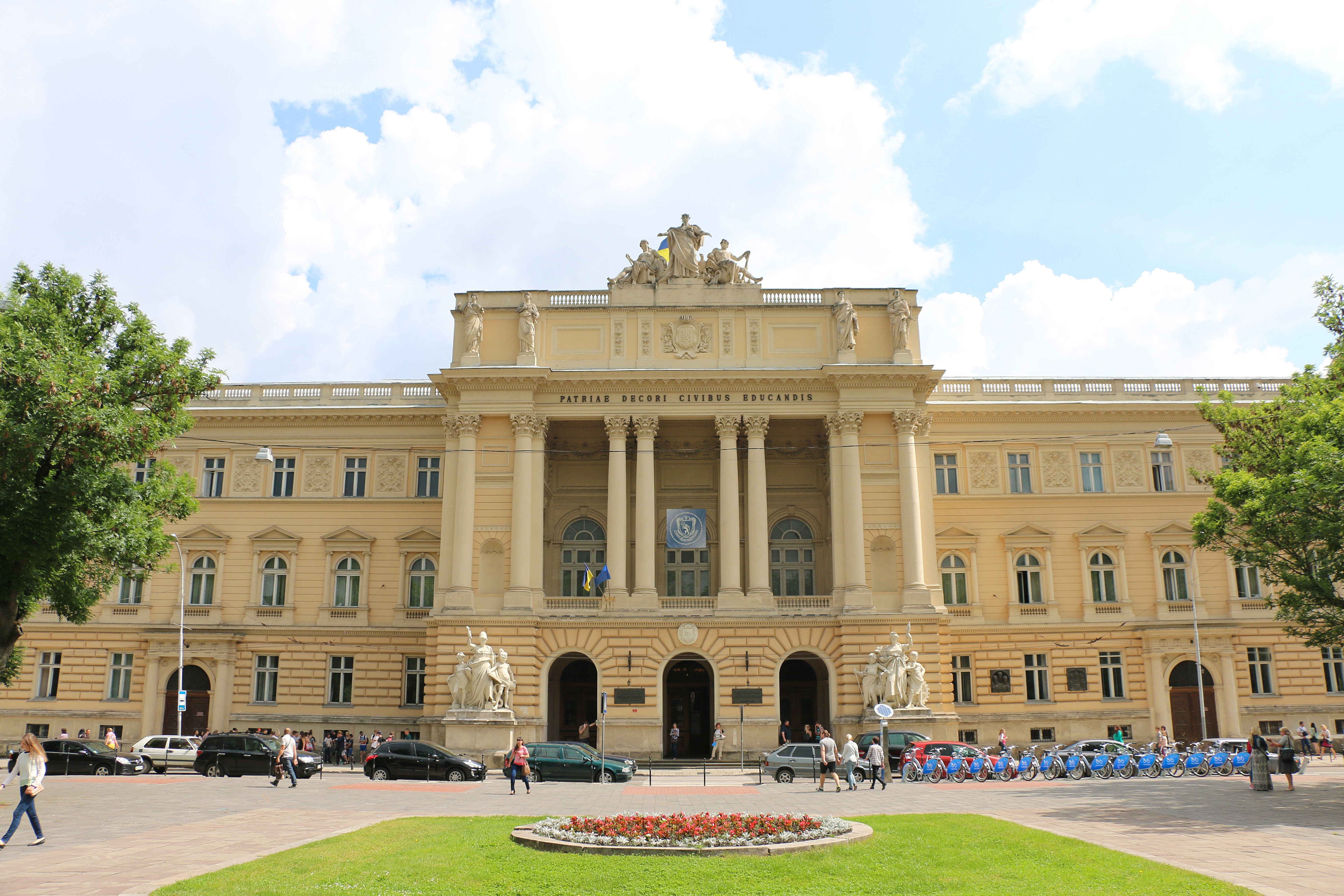
A Universidade Nacional Ivã Franco de Leópolis
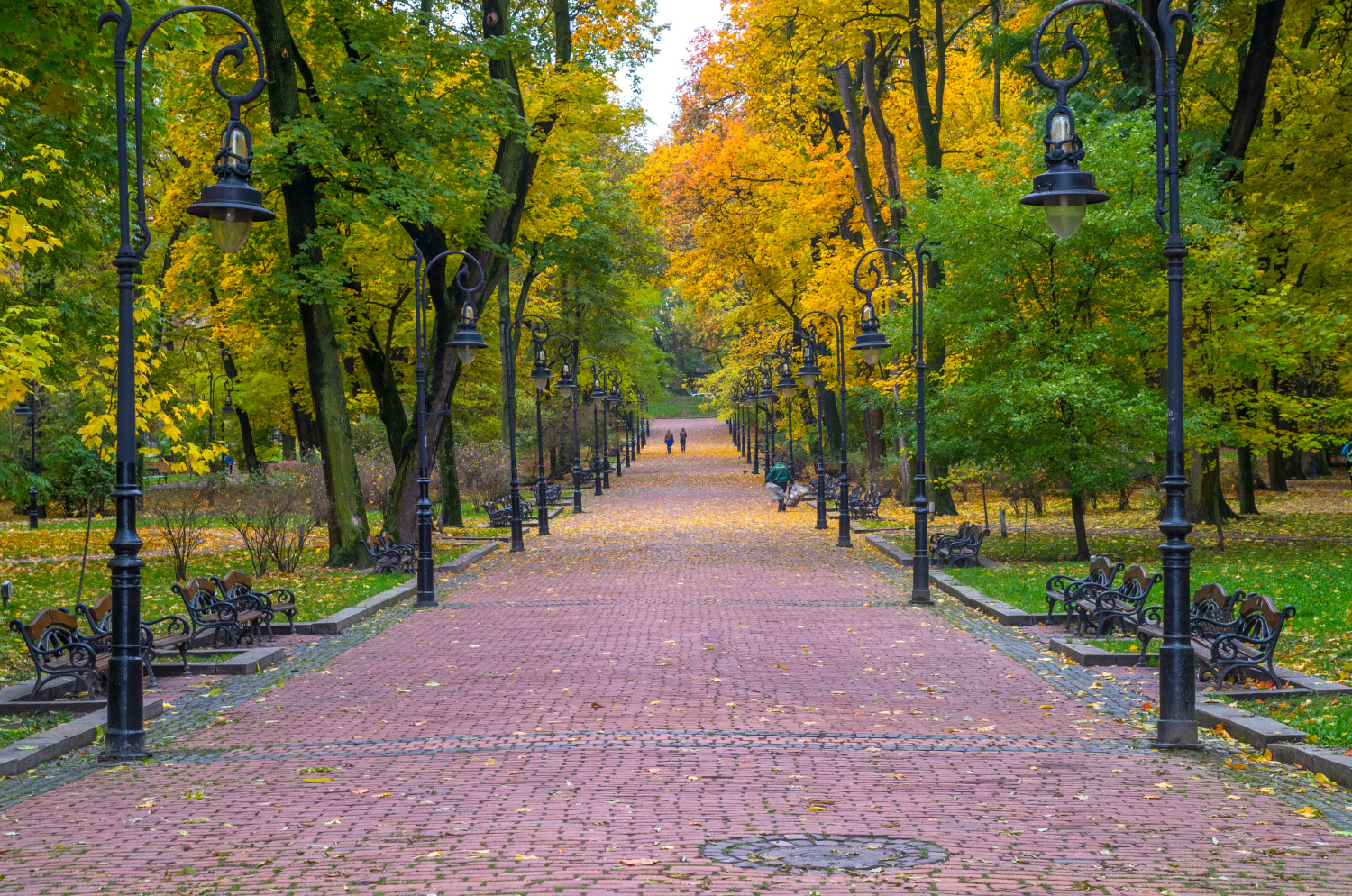
Parque Ivan Franko em Lviv
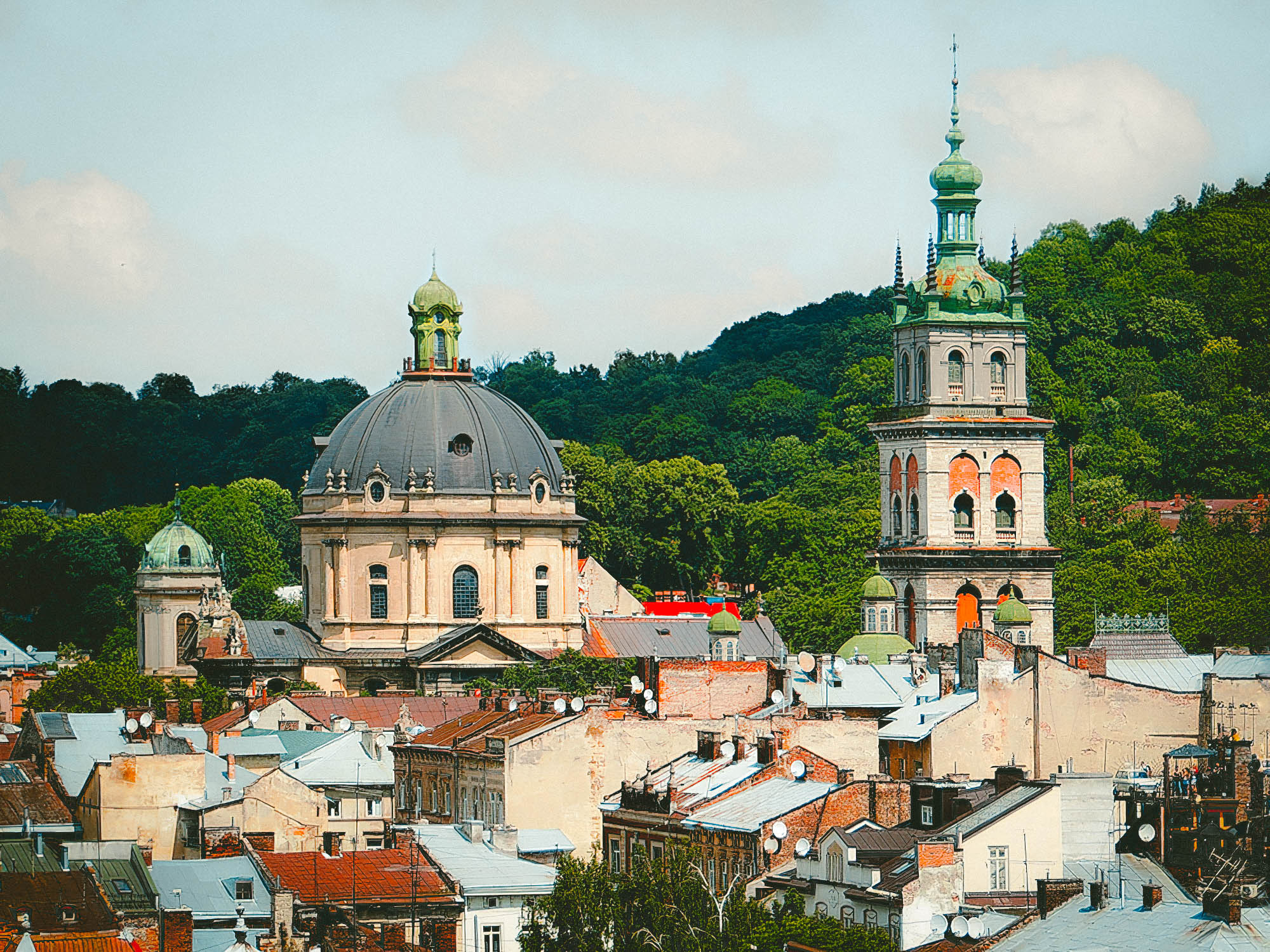
Vista da Cidade Velha
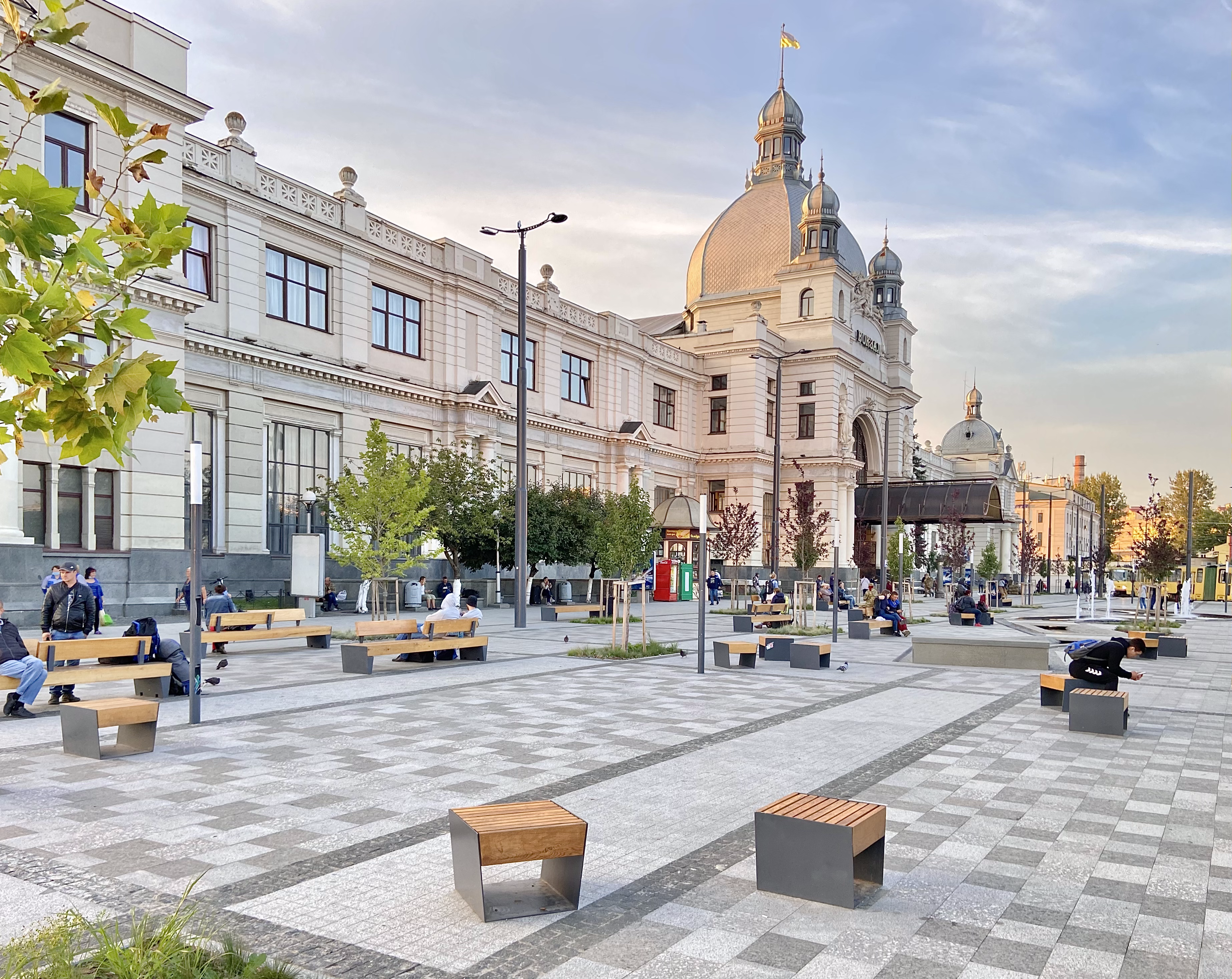
Terminal Ferroviário de Lviv
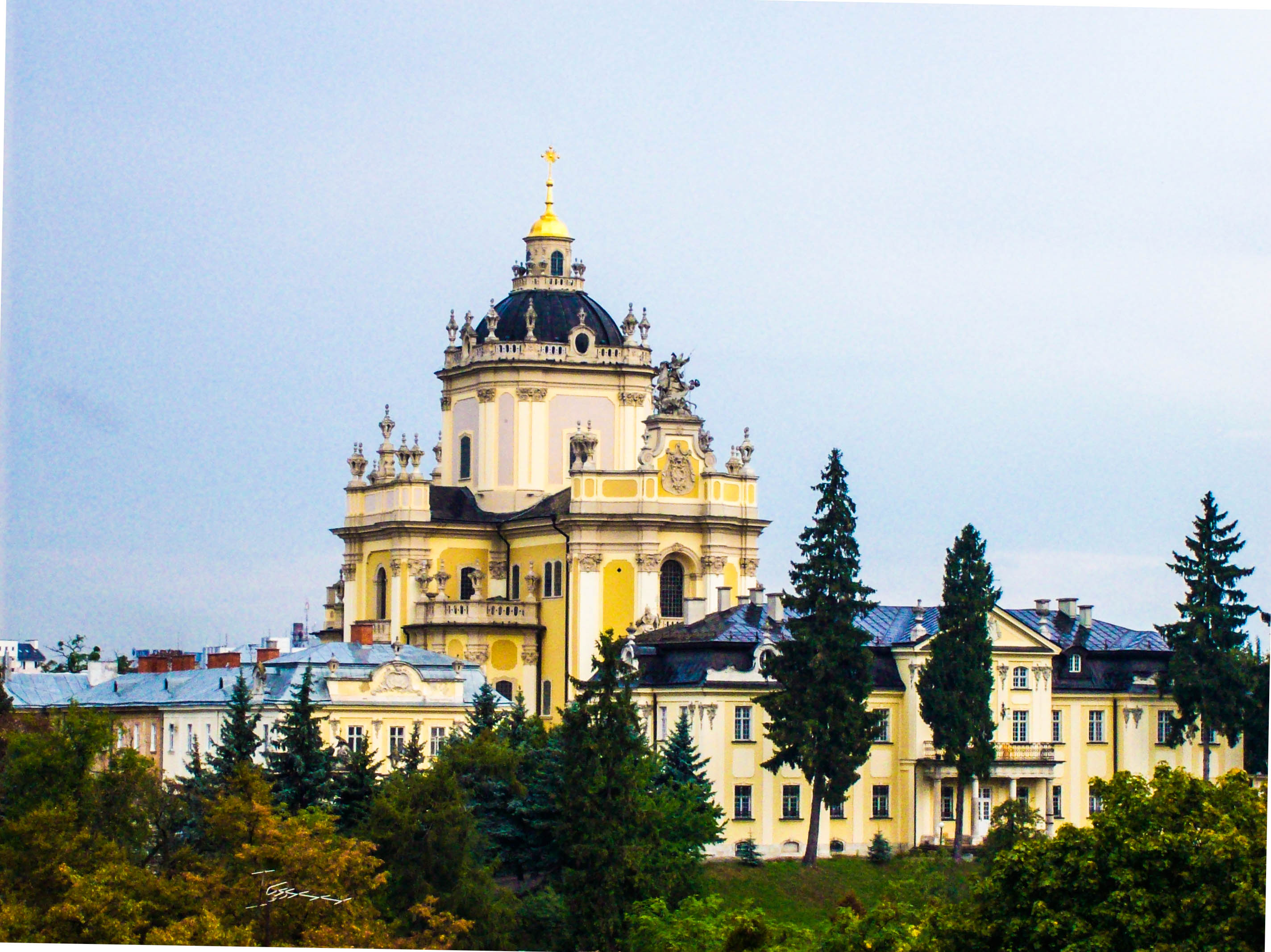
A Catedral de São Jorge